# 외적
선형대수학에서 외적(外積, outer product)이란 벡터의 텐서곱을 일컫는 말이다. 예를 들어, 열벡터로 표현되는 두 벡터를 외적하게 되면 행렬을 얻게 된다. 이 이름은 내적의 반대말에서 나왔는데, 두 벡터를 내적하면 스칼라를 얻지만, 외적하면 스칼라가 나오지 않기 때문이다.

## 정의

### 행렬에서의 정의
두 벡터의 외적 {\displaystyle \mathbf {u} \otimes \mathbf {v} }은 {\displaystyle \mathbf {u} \mathbf {v} ^{T}}와 같이 두 벡터를 곱하는 것을 말한다. 여기서, {\displaystyle \mathbf {u} }은 실수공간 {\displaystyle \mathbf {R} ^{m}}에서 정의되는 {\displaystyle m\times 1} 열벡터, {\displaystyle \mathbf {v} }는 {\displaystyle \mathbf {R} ^{n}}에서 정의되는 {\displaystyle n\times 1} 열벡터를 말한다. 예를 들어, {\displaystyle m=4}, {\displaystyle n=3}인 경우                                                                                 .
{\displaystyle \mathbf {u} \otimes \mathbf {v} =\mathbf {u} \mathbf {v} ^{T}={\begin{bmatrix}u_{1}\\u_{2}\\u_{3}\\u_{4}\end{bmatrix}}{\begin{bmatrix}v_{1}&v_{2}&v_{3}\end{bmatrix}}={\begin{bmatrix}u_{1}v_{1}&u_{1}v_{2}&u_{1}v_{3}\\u_{2}v_{1}&u_{2}v_{2}&u_{2}v_{3}\\u_{3}v_{1}&u_{3}v_{2}&u_{3}v_{3}\\u_{4}v_{1}&u_{4}v_{2}&u_{4}v_{3}\end{bmatrix}}}
와 같이 외적을 쓸 수 있다. 
좀 더 복잡한 복소수공간 {\displaystyle \mathbf {C} ^{m}}과 {\displaystyle \mathbf {C} ^{n}}에서 정의되는 벡터의 경우, 외적은 전치연산 {\displaystyle \mathbf {v} ^{T}} 대신에 복소켤레전치 {\displaystyle \mathbf {v} ^{\dagger }}를 사용해
{\displaystyle \mathbf {u} \otimes \mathbf {v} =\mathbf {u} \mathbf {v} ^{\dagger }}
로 정의된다.

#### 내적과의 비교
만약 {\displaystyle m=n}이면 아래와 같이 전치의 순서를 바꾸어 두 열벡터를 곱할 수 있다.
{\displaystyle \left\langle \mathbf {u} ,\mathbf {v} \right\rangle =\mathbf {v} ^{\dagger }\mathbf {u} }
이 연산의 경우 외적과 달리 스칼라({\displaystyle 1\times 1} 행렬)이 결과로 나오게 된다. 이 연산은 유클리드 공간의 내적으로 알려져 있고, 점곱이라 하기도 한다.

### 추상적 정의
주어진 벡터 {\displaystyle v\in V}와 코벡터 {\displaystyle w^{*}\in W^{*}}의 텐서곱 {\displaystyle v\otimes w^{*}}은 동형사상 {\displaystyle \mathrm {Hom} (W,V)=W^{*}\otimes V}하의 사상 {\displaystyle \ A\colon W\to V\,}을 준다.
구체적으로, 외적은 주어진 {\displaystyle w\in W}에 대해
{\displaystyle A(w)\,=\,w^{*}(w)v}
로 정의된다. 여기서 {\displaystyle h>w}로 계산된 {\displaystyle w^{*}}로 {\displaystyle v}와 곱하면 스칼라를 주게 된다.
다시말하면, 외적은 {\displaystyle \ w^{*}\colon W\to K\,} 와 {\displaystyle \ v\colon K\to V\,} 의 합성이다.

#### 내적과의 비교
만약 {\displaystyle \ W=V\,}이면, 코벡터 {\displaystyle w^{*}\in V^{*}}와 벡터 {\displaystyle v\in V}를 {\displaystyle V}와 {\displaystyle V}의 쌍대의 쌍대연산 {\displaystyle (w^{*},v)\mapsto w^{*}(v)}를 통해 곱할 수 있다. 때로 이 연산은 내적이라 불리기도 한다.

## 같이 보기
- 하우스홀더 변환
- 노름